# Brun jordlav
Brun jordlav (Placidium lachneum) är en lavart som först beskrevs av Erik Acharius, och fick sitt nu gällande namn av B.de Lesd. Brun jordlav ingår i släktet Placidium, och familjen Verrucariaceae. Arten är reproducerande i Sverige.